# Olaf Raschke

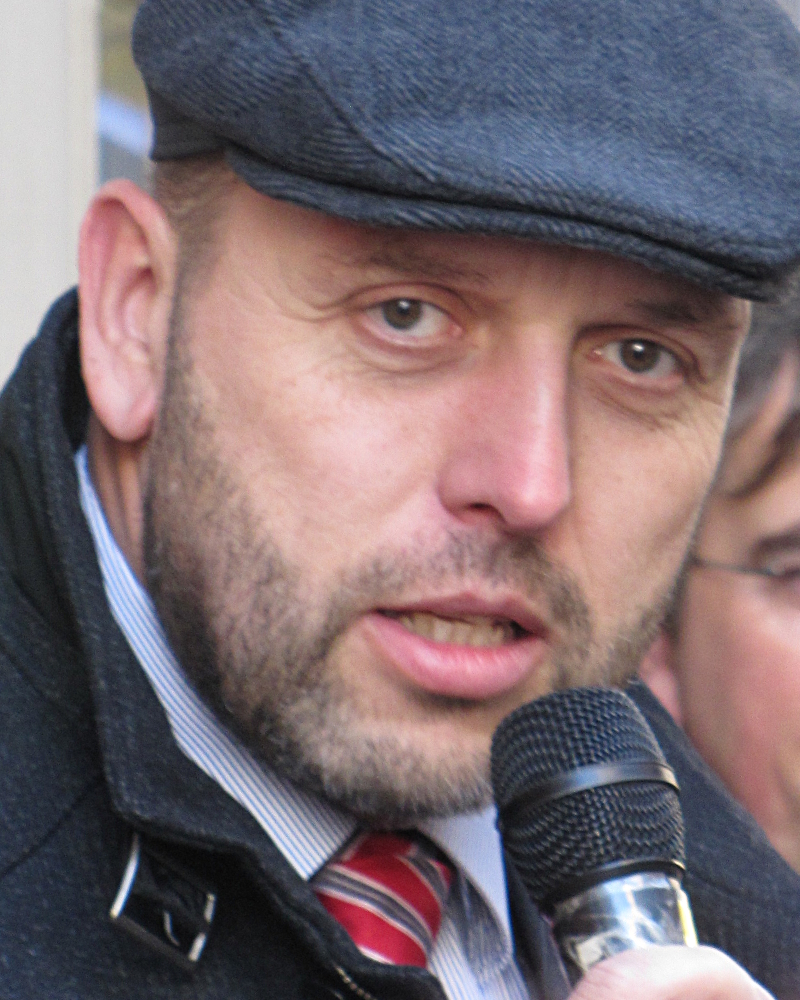
Olaf Raschke (2012)

Olaf Raschke (* 11. März 1963 in Görlitz) ist ein deutscher Lokalpolitiker (parteilos). Seit dem 28. Oktober 2004 ist er Oberbürgermeister von Meißen.

## Leben
Raschke ging in Görlitz zur Grundschule und besuchte anschließend die Polytechnische Oberschule Dresden. Nach dem Abschluss der Berufsausbildung zum Agrotechniker begann er 1981 in einem landwirtschaftlichen Betrieb bei Meißen seine Berufstätigkeit. Nach dem Grundwehrdienst arbeitete er als Brigadeleiter im Landwirtschaftsbetrieb.
An der LPG-Hochschule in Meißen belegte er ein Studium zum Diplom agr. Ingenieurökonom.
1991 wurde er beim Landratsamt Meißen Sachgebietsleiter und später Amtsleiter des Amtes zur Regelung offener Vermögensfragen. Er absolvierte zudem eine berufsbegleitende Weiterbildung zum Verwaltungs-Betriebswirt (VWA) mit dem Schwerpunkt Verwaltungsrecht an der Sächsischen Verwaltungs- und Wirtschafts-Akademie Dresden.
Im Jahr 2000 wurde Raschke zum Amtsleiter des Jugendamtes und stellvertretenden Sozialdezernenten im Sozialdezernat berufen. Aus dieser Position heraus wurde er am 19. September 2004 im ersten Wahlgang zum Oberbürgermeister der Großen Kreisstadt Meißen gewählt und trat das Amt am 28. Oktober 2004 an. 2011 wurde er mit 81,1 % in seinem Amt bestätigt.
2018 wurde er, nachdem er im ersten Wahlgang noch Zweitplatzierter hinter Frank Richter gewesen war, mit 43,5 Prozent und weniger als 100 Stimmen Vorsprung vor Richter wiedergewählt.

## Gremien
Raschke ist aktuell Mitglied in folgenden Gremien:
- Mitglied des Kreistages des Landkreises Meißen
- Vorsitzender des Wasserverbandes Brockwitz Rödern
- stellvertretender Vorsitzender des Tourismusverbandes Sächsisches Elbland
- Mitglied des Ausschusses für Wirtschaft und Europäischer Binnenmarkt des Deutschen Städtetages
- für den Sächsischen Städte- und Gemeindetag Vorsitzender des Ausschusses für Soziales
- Aufsichtsratsmitglied und stellvertretender Vorsitzender der Elblandkliniken GmbH und Co KG.
- Vorsitzender des Aufsichtsrates der Stadtentwicklungs- und Stadterneungsgesellschaft Meißen mbH
- Vorsitzender des Aufsichtsrates der Meißener Stadtwerke GmbH
- Vorsitzender des Aufsichtsrates der Innovations Centrum Meißen GmbH
- Vorsitzender des Aufsichtsrates der Städtische Dienste Meißen GmbH
- Mitgliedschaft im Kulturkonvent der Sparkassenstiftung
- Mitgliedschaft im Kulturraum Meißen – Sächsische Schweiz – Osterzgebirge
- Vorstandsmitglied im Landestourismusverband des Freistaates Sachsen
- Tourismuspolitischer Sprecher des Sächsischen Städte- und Gemeindetages